# Prionomitus cupratus
Prionomitus cupratus är en stekelart som först beskrevs av Mercet 1921.  Prionomitus cupratus ingår i släktet Prionomitus och familjen sköldlussteklar. Inga underarter finns listade i Catalogue of Life.